# Форт-Смит (трасса)
Форт-Смит, другое название — трасса Северо-Западных территорий 5, соединяет
трассу Хей-Ривер с населенным пунктом Форт-Смит, Северо-западные территории, Канада на границе с провинцией Альберта. Общая протяженность трассы 266 км.
На 60-м км от автомагистрали отходит трасса Форт-Резольюшен. Первые 106 км и последние 51 км трассы заасфальтированы. В середине имеется гравийный участок. От развилки на 60-м км начинается туристический автомобильный маршрут Северо-Западных территорий Вуд-Баффало-Роут. Кроме территориальных парков, трасса проходит через национальный парк Вуд-Баффало, поэтому
существует большая вероятность повстречать на дороге бизонов.